# The Country Lovers
The Country Lovers est un film américain réalisé par Mack Sennett, sorti en 1911.

## Fiche technique
- Titre original : The Country Lovers
- Réalisation : Mack Sennett
- Société de production : Biograph Company
- Pays de production :  États-Unis
- Langue originale : anglais
- Format : noir et blanc - film muet
- Date de sortie :
  - USA : 11 mai 1911

## Distribution
- Blanche Sweet
- Charles West
- Grace Henderson
- Mack Sennett